# Prata di Pordenone
Prata di Pordenone est une commune de la province de Pordenone, dans la région Frioul-Vénétie Julienne, en Italie.

## Administration
| Période                                  | Période  | Identité     | Étiquette                                      | Qualité |
| ---------------------------------------- | -------- | ------------ | ---------------------------------------------- | ------- |
| 14 juin 2022                             | En cours | Katia Cescon | liste civique Insieme per Prata, Ligue du Nord |         |
| Les données manquantes sont à compléter. |          |              |                                                |         |

### Hameaux
Ghirano, Puja, Prata di Sopra, Villanova, Le Monde, Peressine.

### Communes limitrophes
Brugnera, Mansuè, Pasiano di Pordenone, Porcia, Pordenone, Portobuffolé.

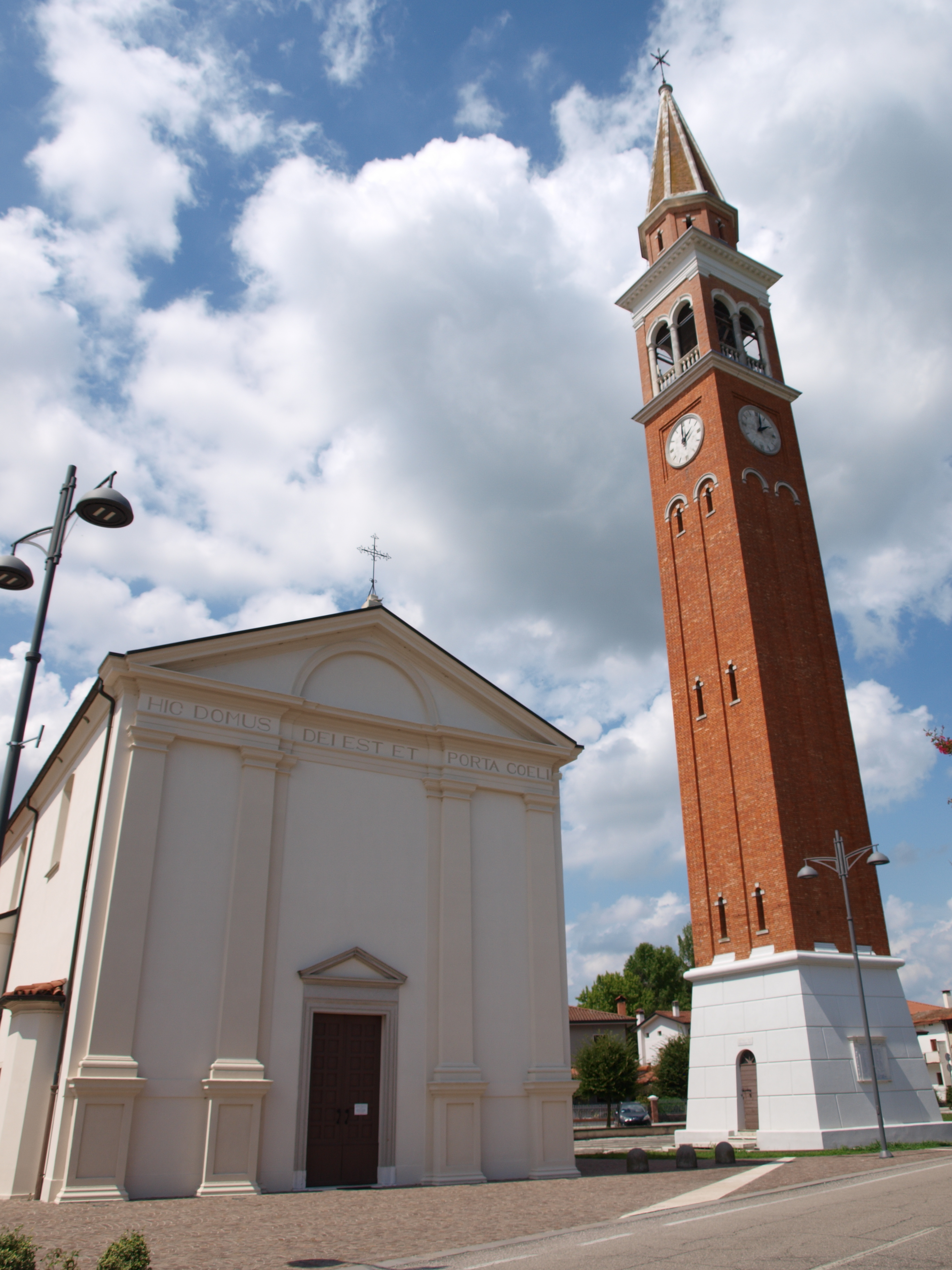
L'église de-Saints-Pierre-et-Paul, Ghirano.

### Jumelage
- Floreffe (Belgique).